# 米努西奥

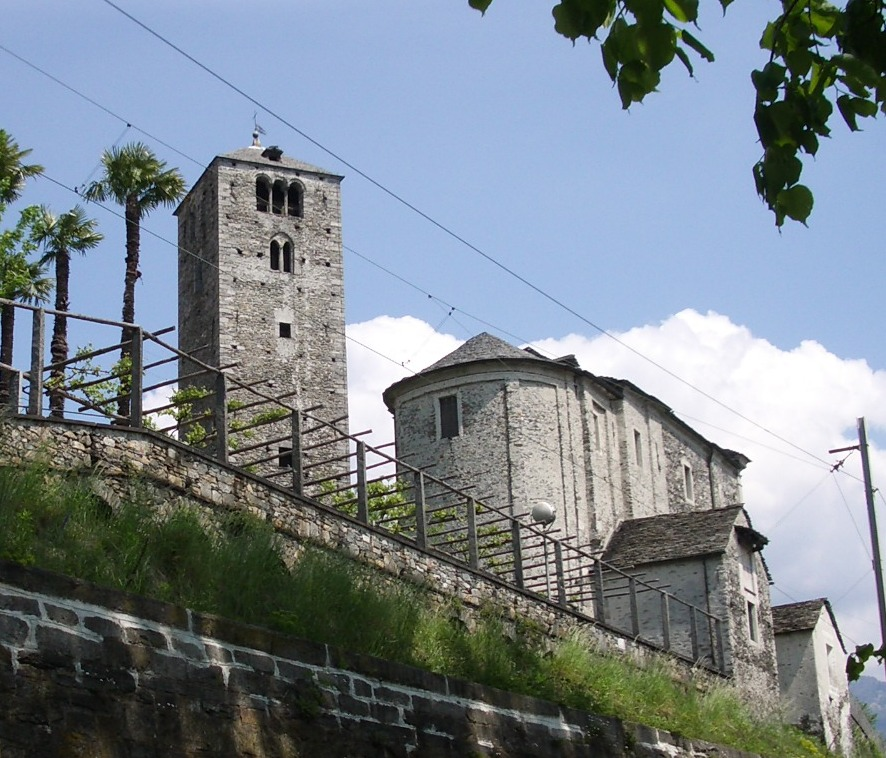

米努西奥是瑞士的城鎮，位於該國南部，由提契諾州負責管轄，面積5.85平方公里，海拔高度246米，2011年人口7,090，七成人口信奉羅馬天主教，人口密度每平方公里1,212人。

## 外部連結
- Official website （页面存档备份，存于） （意大利文）